# ۲مس ۰۹۳۷+۲۹۳۱
۲مس ۰۹۳۷+۲۹۳۱ یک ستاره است که در صورت فلکی شیر قرار دارد.